# Diamante d’Oeste
Diamante d'Oeste ist ein brasilianisches Munizip im Westen des Bundesstaats Paraná. Es hat 6.108 Einwohner (2022), die sich Diamantenser nennen. Seine Fläche beträgt 309 km². Es liegt 513 Meter über dem Meeresspiegel.

## Etymologie
Der erste Name des Orts war Pouso Diamante, weil es der Ort war, an dem Tropeiros und Reisende, die dort durchkamen, ihr Quartier (portugiesisch: pouso) aufschlugen. Der Name des Rastplatzes soll auf eine Bemerkung einer Gruppe von Tropeiros zurückgehen, die an einen Bach kamen, um ihre Pferde zu tränken und selbst Wasser zu trinken. Ein Kommentar lautete wie folgt: "Nossa! was für ein kristallklares Wasser, es sieht beinahe wie ein Diamant aus."
Dieser Name gefiel und blieb. Als die Gemeinde gegründet wurde, fügte sie d'Oeste hinzu, um sie von anderen Gemeinden mit demselben Namen zu unterscheiden.

## Geschichte

### Besiedlung
Die Kolonisierung und Besiedlung dieses Grenzstreifens wurde durch die Schaffung des Território Federal do Iguaçu im Jahr 1943 vorangetrieben, zunächst jedoch wenig erfolgreich.
Erst ab 1954 kamen Nachkommen von Deutschen, Italienern, Japanern und Schwarzen aus den Bundesstaaten Santa Catarina, Rio Grande do Sul und anderen in den Westen von Paraná. Die Kolonisierung begann 1962 mit dem Anbau von Kaffee, Ramie und Minze.
Mit dem Niedergang der Kaffee- und Minzkultur verließen viele Familien das Land wieder und suchten nach anderen Anbaugebieten.

### Erhebung zum Munizip
Diamante d'Oeste wurde durch das Staatsgesetz Nr. 8674 vom 21. Dezember 1987 aus Matelândia ausgegliedert und in den Rang eines Munizips erhoben. Es wurde am 1. Januar 1989 als Munizip installiert.

## Geografie

### Fläche und Lage
Diamante d'Oeste liegt auf dem Terceiro Planalto Paranaense (der Dritten oder Guarapuava-Hochebene von Paraná). Seine Fläche beträgt 309 km². Es liegt auf einer Höhe von 513 Metern.

### Vegetation
Das Biom von Diamante d'Oeste ist Mata Atlântica.

### Klima
Das Klima ist gemäßigt warm. Es werden hohe Niederschlagsmengen verzeichnet (1777 mm pro Jahr). Im Jahresdurchschnitt liegt die Temperatur bei 22,1 °C. Die Klimaklassifikation nach Köppen und Geiger lautet Cfa.

### Gewässer
Diamante d'Oeste liegt im Einzugsgebiet des Paraná. Dessen linker Nebenfluss Rio São Francisco Falso (Braço Norte) bildet die nördliche Grenze des Munizips. Der Rio São Francisco Falso (Braço Sul) durchquert das Munizip im Süden und bildet streckenweise bis zu seinem Zusammenfluss mit dem Braço Norte (deutsch: Nordarm) die südwestliche Grenze.

### Straßen
Diamante d'Oeste ist über die PR-488 mit Santa Helena im Westen und im Südosten mit der BR-277 verbunden.

### Terras Indígenas
Im Süden des Munizips liegen zwei Eingeborenensiedlungen, die Comunidade Indígena Tekohá Añetete und die Comunidade Indígena Tekohá Itamarã.

### Nachbarmunizipien
|              | São José das Palmeiras                      |                                |
| Santa Helena | Kompassrose, die auf Nachbargemeinden zeigt | São Pedro do Iguaçu            |
| Missal       |                                             | Ramilândia, Vera Cruz do Oeste |

## Stadtverwaltung
Bürgermeister: Guilherme Pivatto Junior, PDT (2021–2024)
Vizebürgermeister: Osmar Pereira da Silva, PP (2021–2024)

## Demografie

### Bevölkerungsentwicklung
| Jahr | Einwohner | Stadt | Land |
| ---- | --------- | ----- | ---- |
| 1991 | 9.253     | 31 %  | 69 % |
| 2000 | 4.878     | 51 %  | 49 % |
| 2010 | 5.027     | 51 %  | 49 % |
| 2021 | 6.108     |       |      |

Quelle: IBGE, bis 2010: Volkszählungen und Volkszählung 2022

### Ethnische Zusammensetzung
| Gruppe * | 1991    | 2000    | 2010    | wer sich als …                                                                   |
| --- | ------- | ------- | ------- | -------------------------------------------------------------------------------- |
| Weiße | 54,3 %  | 59,8 %  | 53,0 %  | weiß bezeichnet                                                                  |
| Schwarze | 6,9 %   | 1,4 %   | 2,8 %   | schwarz bezeichnet                                                               |
| Gelbe | 0,0 %   | 0,1 %   | 0,6 %   | von fernöstlicher Herkunft wie japanisch, chinesisch, koreanisch etc. bezeichnet |
| Braune | 38,6 %  | 35,0 %  | 35,4 %  | braun oder als Mischung aus mehreren Gruppen bezeichnet                          |
| Indigene | 0,2 %   | 3,4 %   | 8,1 %   | Ureinwohner oder Indio bezeichnet                                                |
| ohne Angabe | 0,0 %   | 0,3 %   | 0,0 %   |                                                                                  |
| Gesamt | 100,0 % | 100,0 % | 100,0 % |                                                                                  |
| *) Anmerkung: Das IBGE verwendet für Volkszählungen ausschließlich diese fünf Gruppen. Es verzichtet bewusst auf Erläuterungen. Die Zugehörigkeit wird vom Einwohner selbst festgelegt. |         |         |         |                                                                                  |

Quelle: IBGE (Stand: 1991, 2000 und 2010)

## Wirtschaft

### Kennzahlen
Mit einem Bruttoinlandsprodukt pro Einwohner von 19.426,89 R$ bzw. rund 4.300 € lag Diamante d'Oeste 2019 an 352. Stelle der 399 Munizipien Paranás.
Sein mittlerer Index der menschlichen Entwicklung von 0,644 (2010) setzte es auf den 366. Platz der paranaischen Munizipien.